# Ptilona confinis
Ptilona confinis är en tvåvingeart som först beskrevs av Walker 1856.  Ptilona confinis ingår i släktet Ptilona och familjen borrflugor. Inga underarter finns listade i Catalogue of Life.